# I mørke (film)
I mørke er en dansk kortfilm fra 2015 instrueret af Gustav Möller.

## Handling
En lukket psykiatrisk afdeling et sted i Danmark. Dørene er låst. Vinduerne umulige at knuse. Alex løber ned ad gangen, mod lyset. Hun har nøglerne i hånden. Men lige da hun er ved at nå friheden, bliver hun revet væk. Slæbt væk. Spændt fast. Medicineret. Hendes forbrydelse er hendes mentale tilstand. Hendes vej ud er overgivelse. Men for Alex er overgivelsen ikke en mulighed. En hårdtslående fortælling om en kvindes brændende kamp imod et system, som er ved at ødelægge hende.